# Keita Saito
Keita Saito (齋藤 恵太 Saito Keita?), född 31 mars 1993 i Miyagi prefektur, är en japansk fotbollsspelare.
Saito började sin karriär 2015 i Fukushima United FC. Efter Fukushima United FC spelade han för Roasso Kumamoto, Mito HollyHock, AC Nagano Parceiro och Blaublitz Akita.